# John Scott-Ellis
John Osmael Scott-Ellis, noveno barón Howard de Walden, quinto barón Seaford TD  (27 de noviembre de 1912 - 10 de julio de 1999) fue un noble británico, terrateniente y propietario/criador de caballos de carreras pura sangre .

## Vida
Era hijo de Margarita van Raalte y su marido, Thomas Scott-Ellis, octavo barón Howard de Walden, cuya residencia en Londres era Seaford House en Belgravia; y fue educado en el Eton College  y el Magdalene College, Cambridge.

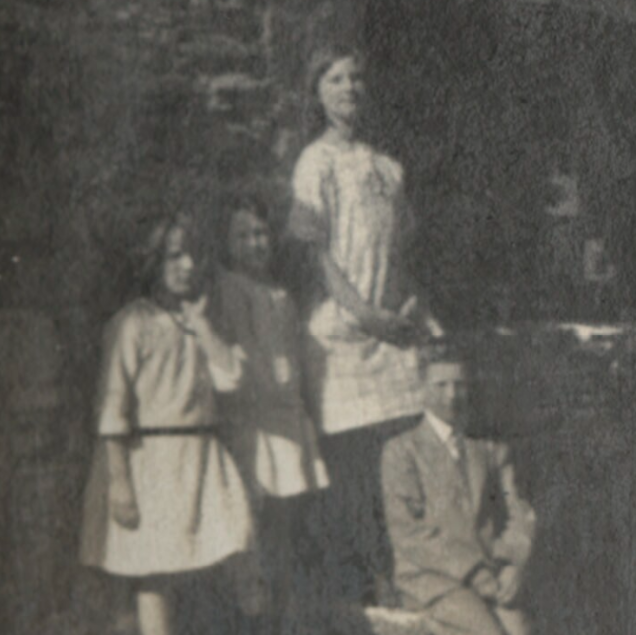
Elizabeth, Pip, Bronwen y John, los niños Scott-Ellis en 1923, por Lady Ottoline Morrell

En 1931 se trasladó a Múnich para aprender un idioma. Compró un coche y afirmó que en su primer día al volante atropelló a un peatón: Adolf Hitler. Sirvió en el Ejército Territorial en los Dragones de Westminster, alcanzando el rango de mayor.  Heredó el castillo de Dean en Kilmarnock, East Ayrshire, Escocia, que, junto con las colecciones de armas y armaduras de su padre y la colección de instrumentos musicales de su abuelo, donó al pueblo de Kilmarnock en 1975.

## Matrimonio y familia
Se casó con Irene, condesa de Harrach, en 1934. En su luna de miel en 1934, conoció a Hitler en un concierto y le habló de su incidente al volante. Con su esposa tuvo cuatro hijas:
- La Honorable Hazel Czernin, décima baronesa Howard de Walden (nacida el 12 de agosto de 1935)
- La Honorable Susan Buchan (nacida el 6 de octubre de 1937)
- La Honorable Jessica White (nacida el 6 de agosto de 1941)
- La Honorable Camilla Acloque (nacida el 1 de abril de 1947)

Irene murió en 1975, y en 1978 Lord Howard de Walden se casó con Gillian, Lady Mountgarret, 25 años menor que él.
A través de su hermana Rosemary era tío de la escritora Miranda Seymour.

## Carreras de pura sangre
Lord Howard de Walden se involucró en el deporte de las carreras de pura sangre inmediatamente después de la Segunda Guerra Mundial . En 1958, compró Lord Derby 's Plantation Stud en Exning, en las afueras de Newmarket .  Comisario del Jockey Club, tuvo éxito en las carreras de obstáculos National Hunt con el ganador del Champion Hurdle, Lanzarote .
En carrera llana, ganó el Derby de Epsom de 1985 con Slip Anchor . Lord Howard de Walden tuvo un éxito considerable tanto en la pista como en el cobertizo de cría con Kris, quien fue el Campeón Europeo de Miler en 1979 y el Campeón Europeo de Miler Mayor en 1980, y quien se convirtió en el semental líder en Gran Bretaña e Irlanda en 1985.[cita requerida]